# Вибори в Німеччині
Вибори в Німеччині включають вибори до Бундестагу (федерального парламенту Німеччини), ландтагів різних земель і місцеві вибори.
Кілька статей у кількох частинах Основного закону Федеративної Республіки Німеччини регулюють вибори та встановлюють конституційні вимоги, такі як таємне голосування, а також вимога щодо проведення всіх виборів у вільний і справедливий спосіб. Основний закон також вимагає, щоб федеральний законодавчий орган ухвалив детальні федеральні закони для регулювання виборів; закон(и) про вибори. Однією з таких статей є стаття 38, яка стосується виборів депутатів федерального Бундестагу. Стаття 38.2 Основного закону встановлює загальне виборче право: «Будь-яка особа, яка досягла вісімнадцяти років, має право голосу; кожна особа, яка досягла повноліття, може бути обраною».
Федеральні вибори в Німеччині проводяться для всіх членів Бундестагу, який, у свою чергу, визначає, хто буде канцлером Німеччини. Останні федеральні вибори відбулися у 2021 році.

## Вибори в Німеччині з 1871 по 1945 рік

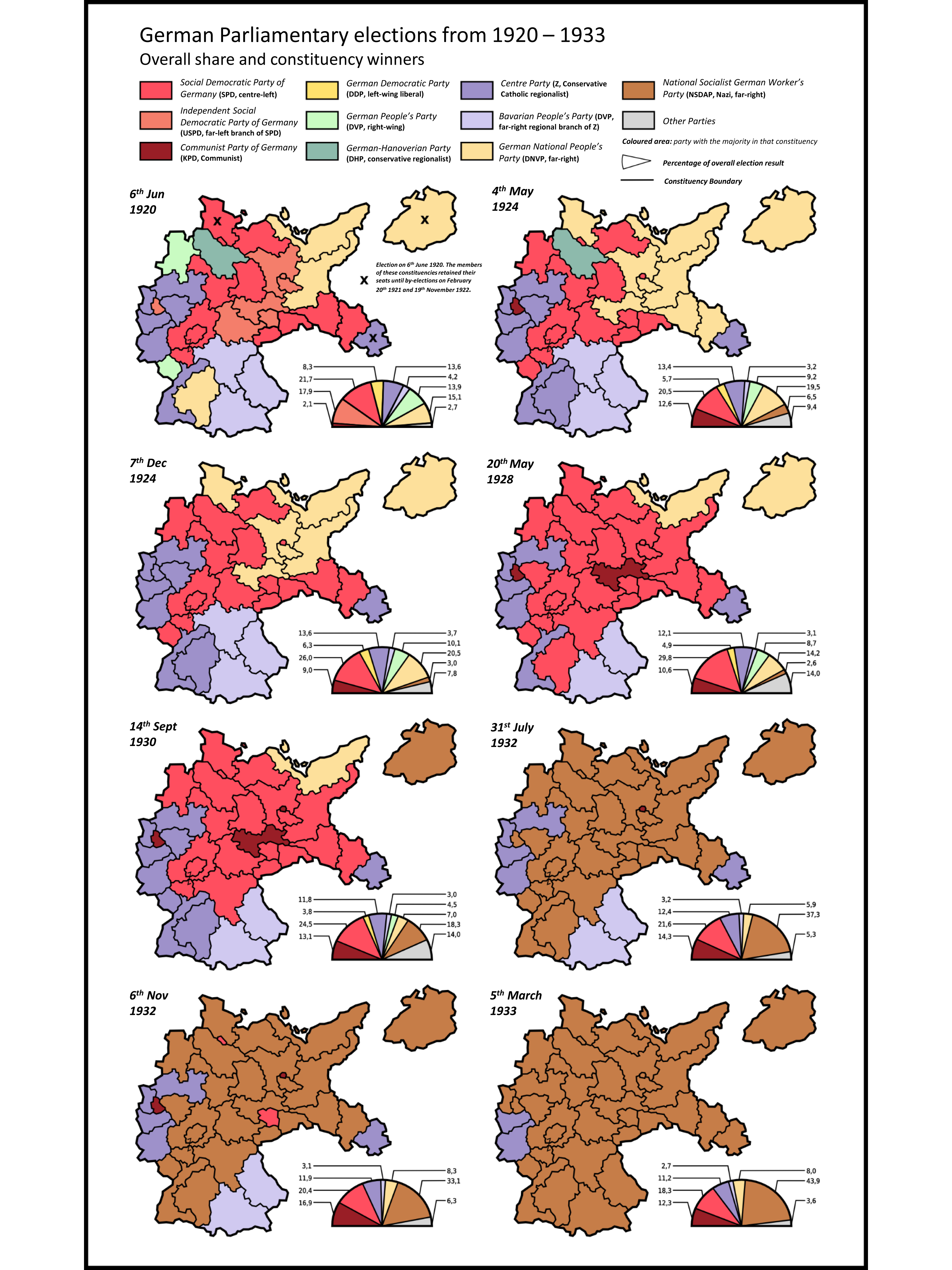
Парламентські вибори в Німеччині, 1920–1933 рр

Після об’єднання Німеччини під керівництвом імператора Вільгельма I у 1871 році відбулися вибори до Німецького рейхстагу або Імперських зборів, які замінили свою тезку — Рейхстаг Північнонімецького союзу. Рейхстаг міг бути розпущений імператором або, після зречення Вільгельма II у 1918 році, президентом Німеччини. З Конституцією Веймарської республіки 1919 року система голосування змінилася з одномандатних округів на пропорційну. Виборчий вік було знижено з 25 до 20 років. Виборче право для жінок уже було встановлено новим виборчим законом у 1918 році після Листопадової революції того ж року.
Після захоплення влади нацистами в січні 1933 року 5 березня відбулися чергові національні вибори. Це були останні конкурентні вибори перед Другою світовою війною, хоча вони не були ні вільними, ні чесними. Насильство та залякування з боку Sturmabteilung, Schutzstaffel  і Der Stahlhelm  тривала місяцями проти тред-юніоністів, комуністів, соціал-демократів і навіть правоцентристських католиків. 27 лютого, безпосередньо перед виборами, Указ про пожежу Рейхстагу призупинив свободу преси та більшість громадянських свобод. Послідували масові арешти, в тому числі всіх делегатів рейхстагу від комуністів і кількох соціал-демократів. 50 000 членів Hilfspolizei  (допоміжна нацистська поліція) «контролювала» виборчі дільниці в день виборів, щоб ще більше залякати виборців. Хоча нацистська партія показала кращі результати, ніж на виборах у листопаді 1932 року, вона все одно отримала лише 33% голосів. Поміщаючи своїх суперників у в’язницю та залякуючи інших, щоб вони не займали їхні місця, нацисти перейшли від плюралізму до більшості. Усього через два тижні після виборів Закон про дозвіл 1933 року фактично надав Гітлеру диктаторську владу. Перед війною в нацистській Німеччині було проведено ще три вибори. Усі вони мали форму референдуму з одним питанням, на якому виборцям було запропоновано затвердити заздалегідь визначений список кандидатів, який складався виключно з нацистів і номінально незалежних «гостей» партії.

### Імператорські вибори
- 1848 рік
- 1871 рік
- 1874 рік
- 1877 рік
- 1878 рік
- 1881 рік
- 1884 рік
- 1887 рік
- 1890 рік
- 1893 рік
- 1898 рік
- 1903 рік
- 1907 рік
- 1912 рік

### Федеральні вибори у Веймарській республіці
- 1919 рік
- 1920 рік
- Травень 1924 року
- Грудень 1924 року
- 1928 рік
- 1930 рік
- Липень 1932 року
- Листопад 1932 року

### Вибори в Нацистській Німеччині
- березень 1933 р. федеральний
- Листопад 1933 федеральний
- 1936, парламентські
- 1938, парламентські

## Вибори в Німеччині з 1949 року

### Федеративна Республіка Німеччина

#### Система виборів

Політична система Німеччини

Федеральні вибори проводяться приблизно кожні чотири роки, відповідно до конституційної вимоги щодо проведення виборів через 46-48 місяців після засідання Бундестагу. Вибори можуть бути проведені раніше за виняткових конституційних обставин: наприклад, якщо канцлер втратив вотум довіри в Бундестазі, то протягом пільгового періоду до того, як Бундестаг зможе проголосувати за заміну канцлера, канцлер може попросити федерального президента розпустити Бундестаг і провести вибори. Якщо Бундестаг буде розпущено до закінчення чотирирічного періоду, вибори повинні бути проведені протягом 100 днів. Точна дата виборів обирається Президентом і має бути неділею або державним святом.
Право голосу мають громадяни Німеччини віком від 18 років, які проживають у Німеччині не менше трьох місяців. Право на кандидатуру по суті однакове.
Федеральний законодавчий орган Німеччини має однопалатний парламент — бундестаг (федеральний сейм); Бундесрат (Федеральна рада) представляє регіони і не вважається палатою, оскільки його члени не обираються. Бундестаг обирається за змішаною пропорційною системою. Бундестаг складається з 598 номінальних депутатів, які обираються на чотирирічний термін. Половина, 299 членів, обираються в одномандатних виборчих округах шляхом первинного голосування, а ще 299 членів виділяються за партійними списками для досягнення пропорційного розподілу в законодавчому органі відповідно до форми пропорційного представництва, яка називається змішана система пропорційного представництва (ММП). Виборці голосують один раз за представника виборчого округу, а другий раз – за партію, а списки використовуються для того, щоб партійні баланси відповідали розподілу других голосів. Надзвичайні місця можуть додати до номінальної кількості 598 членів: наприклад, на федеральних виборах 2009 року було 24 навісні місця, що дало загалом 622 місця. Це спричинено тим, що більші партії виграють додаткові одномандатні виборчі округи понад загальну кількість, визначену їхніми пропорційними партійними голосами.
Німеччина має багатопартійну систему з двома сильними політичними партіями та деякими іншими третіми партіями, які також представлені в Бундестазі. З 1990 року в Бундестазі представлено п'ять партій (враховуючи ХДС і ХСС як одну).
У 2008 році Федеральний конституційний суд вимагав внести деякі зміни до виборчої системи. Суд встановив, що положення Федерального закону про вибори дає змогу партії мати негативну вагу голосів, таким чином втрачаючи місця через більшу кількість голосів, і визнав, що це порушує конституційну гарантію рівності та прямості виборчої системи.
Суд дав три роки на внесення змін до закону. Відповідно, федеральні вибори 2009 року було дозволено провести за попередньою системою. Зміни мали бути внесені до 30 червня 2011 року, але відповідне законодавство не було завершено до цього терміну. Наприкінці 2011 року було прийнято новий закон про вибори, але Федеральний конституційний суд знову визнав його неконституційним за позовами опозиційних партій і групи з приблизно 4000 громадян.
Нарешті, чотири з п’яти фракцій у Бундестазі погодилися щодо виборчої реформи, згідно з якою кількість місць у Бундестазі буде збільшено настільки, наскільки це необхідно, щоб гарантувати, що будь-які навислі місця будуть компенсовані шляхом розподілу вирівнювальних місць, щоб забезпечити повну пропорційність відповідно до частка партійних голосів на національному рівні. Бундестаг схвалив і запровадив нову виборчу реформу в лютому 2013 року.

#### Список результатів федеральних виборів

Результати парламентських виборів у Німеччині

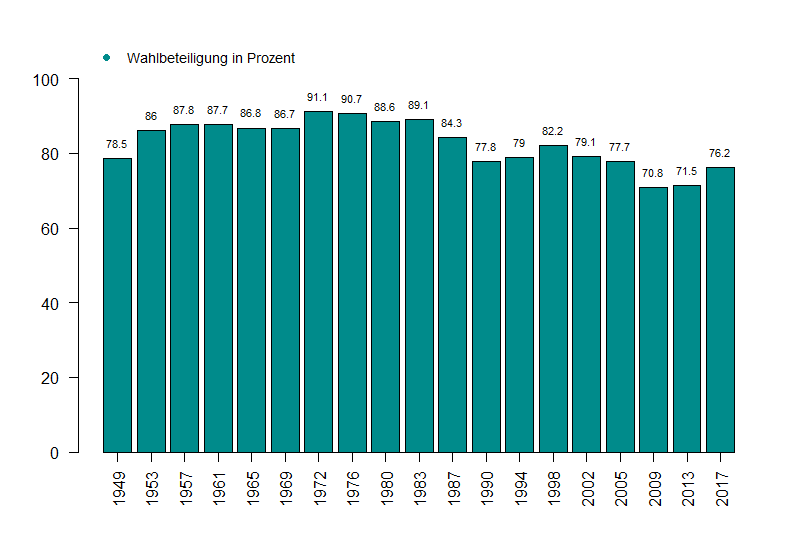
Явка виборців на федеральних виборах у Німеччині (у відсотках)

- Перші федеральні вибори в Західній Німеччині 1949 року
- Другі федеральні вибори в Західній Німеччині 1953 року
- Треті федеральні вибори в Західній Німеччині 1957 року
- 4-ті федеральні вибори в Західній Німеччині 1961 року
- 5-ті федеральні вибори в Західній Німеччині 1965 року
- 6-ті федеральні вибори в Західній Німеччині 1969 року
- 7-ті федеральні вибори в Західній Німеччині 1972 року
- 8-ті федеральні вибори в Західній Німеччині 1976 року
- 9-ті федеральні вибори в Західній Німеччині 1980 року
- 10-ті федеральні вибори в Західній Німеччині 1983 року
- 11-ті федеральних виборів у Західній Німеччині 1987 року
- 12-ті федеральні вибори в Німеччині 1990 року (перші вибори в об'єднаній Німеччині)
- 13-ті федеральні вибори в Німеччині 1994 року
- 14-ті федеральні вибори в Німеччині 1998 року
- 15-ті федеральні вибори в Німеччині 2002 року
- 16-ті федеральні вибори в Німеччині 2005 року
- 17-ті федеральні вибори в Німеччині 2009 року
- 18-ті федеральні вибори в Німеччині 2013 року
- 19-ті федеральні вибори в Німеччині 2017 року
- 20-ті федеральні вибори в Німеччині 2021 року
- 21-ші федеральні вибори в Німеччині 2025 року

### Земельні вибори у Федеративній Республіці Німеччина
Вибори в штати проводяться за різними правилами, встановленими землями (землями). Загалом вони проводяться відповідно до певної форми пропорційного представництва за партійними списками, такої ж, як федеральна система, або якоїсь спрощеної версії. Період виборів зазвичай становить від чотирьох до п’яти років, і дати виборів відрізняються від штату до штату.

### Німецька Демократична Республіка
У Німецькій Демократичній Республіці вибори до народної палати фактично контролювалися Соціалістичною єдною партією Німеччини (СЄПН) та державною ієрархією, навіть незважаючи на існування кількох формальних партій. Вибори 18 березня 1990 року були першими вільними виборами в НДР, у результаті яких був створений уряд, основним завданням якого було домовитися про знищення себе та своєї держави.
До падіння Берлінської стіни у Східній Німеччині не було вільних виборів. Виборчі дільниці перебували під наглядом органів державної безпеки, а правляча партія СЄПН представила виборцям список запропонованих кандидатів. Виборці могли за бажанням увійти в кабіну, щоб бити будь-яких кандидатів, яких виборець не бажав; виборець, який погодився з повним списком SED, просто склав невідмічений бюлетень навпіл і поклав його в урну. Проникнення в кабіну для голосування вважалося підозрілим і було помічено органами державної охорони, що могло призвести до наслідків для виборця. Виборці Східної Німеччини зазвичай називали акт голосування «згортанням» (нім. falten). Результати виборів до 1990 року зазвичай свідчили про те, що 99% виборців підтримали запропонований список кандидатів. Крім того, уряд займався фальсифікацією виборів і зазвичай фальсифікував як результати, так і відсоток явки виборців, навіть аж до муніципальних виборів у травні 1989 року.

### Місцеві вибори
Місцеві вибори в Німеччині (нім. Kommunalwahlen) включають вибори для більшості регіональних і місцевих підрозділів, якщо їх представники не призначені або обрані іншою асамблеєю чи офісом. Такі місцеві вибори проводяться для представників у районах, містах, селищах, селах та різних інших адміністративних регіональних організаціях. У містах і селищах місцеві вибори зазвичай включають голосування за лорда-мера або мера. Менші села та селища можуть обирати представника (нім. Ortsvorsteher) з обмеженою адміністративною владою. Місцеві вибори також часто поєднуються з опитуваннями щодо важливих місцевих питань та питань загального суспільного інтересу (наприклад, будівництво місцевих доріг чи інших об'єктів інфраструктури). Хоча в більшості випадків такі опитування не є юридично обов’язковими, їх результати мають значний вплив на місцеві політичні рішення. 
Після Маастрихтського договору 1992 року з метою зміцнення європейської інтеграції Німеччина та інші країни-члени ЄС запровадили законодавчі зміни, щоб надати іноземцям інших країн ЄС право голосу на місцевих виборах у своїй країні перебування. Іноземні громадяни ЄС можуть голосувати на виборах на районному та муніципальному рівні в Німеччині після того, як німецькі землі адаптували свої правила між 1995 і 1998 роками. 

## Дивитися також
- Виборча система

## Подальше читання
- Kitschelt, Herbert (October 2003). Political-economic context and partisan strategies in the German federal elections, 1990–2002. West European Politics. 26 (4): 125—152. doi:10.1080/01402380312331280718.
- Manow, Philip (January 2007). Electoral rules and legislative turnover: Evidence from Germany's mixed electoral system. West European Politics. 30 (1): 195—207. doi:10.1080/01402380601019852. {{cite journal}}: |hdl-access= вимагає |hdl= (довідка)